# Nočno delo
Nočno delo je delo, ki se opravlja ponoči. Nočno delo poteka med 23. uro in šesto uro naslednjega dne. Če gre za nočno delovno izmeno, se za nočno delo šteje osem nepretrganih ur v času med 22. in sedmo uro naslednjega dne. 150. člen Zakona o delovnih razmerjih določa pravice delavcev, ki delajo ponoči. V 150. členu je zapisano, da ima delavec, ki dela ponoči vsaj tri ure svojega dnevnega delovnega časa, pravico do posebnega varstva. V primeru, da se nočnemu delavcu po mnenju zdravniške komisije, zaradi nočnega dela poslabša zdravstveno stanje, ga mora delodajalec zaposliti na ustrezno delo podnevi.  Nočnim delavcem mora biti zagotovljena ustrezna prehrana na delovnem mestu,  daljši dopust in strokovno vodstvo delovnega oz. proizvodnega procesa. Če delo organizirano v izmenah, vključuje tudi nočno izmeno, se morajo delavci periodično izmenjevati. Delavec ene izmene sme ponoči delati največ en teden, daljše časovno obdobje lahko dela, če s tem pisno soglaša. Če delavec nima prevoza na delo in z dela, ga delodajalec ne sme razporediti na nočno delo

## PRILAGAJANJE NA NOČNO DELO
Med posamezniki obstajajo razlike glede na to, kako odporni so na negativne vplive nočnega dela. Izraz toleranca na nočno delo ali nočno izmeno se nanaša na sposobnost prenašanja nočnega dela brez doživljanja negativnih posledic. Raziskave kažejo, da se starost (mlajši so bolj odporni), spol (moški se hitreje prilagodijo) in nekatere osebnostne značilnosti  (npr. Nevroticizem) povezujejo s prilagajanjem na nočno delo.
Okoli 20% delavcev pusti nočno delo ali izmensko delo, ki vključuje nočno izmeno, v zelo kratkem času, zaradi številnih težav, ki se pojavijo. 10% delavcev se nad nočnim delom ne pritožuje. Ostalih 70% pa se na nočno delo različno prilagodi. Stres, ki ga povzroča nočno delo, različno vpliva na različne posameznike, pri tem pa so pomembni različni individualni, situacijski in socialni dejavniki.   S staranjem je vpliv izmenskega dela vse večji, s starostjo je tudi vse več srčnih obolenj, težav s spanjem in depresije. Večje težave s prilagajanjem na nočno delo imajo posamezniki z določenimi osebnostnimi značilnosti, predvsem imajo težave tisti, ki so bolj introvertni in je pri njih nadpovprečno izražen nevroticizem.  Nekateri raziskovalci ugotavljajo pomembnost življenjskih pogojev, ki vplivajo na to, kako se bo posameznik adaptiral na nočno delo. 
Poznamo več dejavnikov, ki vplivajo na to, kako se bo posameznik prilagodil na nočno delo :
•individualni dejavniki: spol, starost, vedenje in osebnostne značilnosti, prehranjevalne in spalne navade
•družinska situacija: zakonski stan, število in starost otrok, socioekonomski status, gospodinjstvo, partnerjevo delo
•delovni pogoji: delovni sektor, delovni čas, delovno okolje, značilnosti delovnega mesta, zadovoljstvo z delom, priložnosti za napredovanje, urnik izmenskega dela:  stalen, rotirani, začasni, število zaporednih noči, število delovnih noči v enem letu, število prostih vikendov 

## VPLIV NA DELO

### Produktivnost
Na podlagi raziskav je zelo težko narediti zaključke o tem, kakšna je povezava med dnevnim delom in izmenskim delom. Raziskovalce je zanimalo, kakšna je povezava med nočnim delom in produktivnostjo. V raziskavo so vključili delavce, ki delo opravljajo zjutraj, popoldan in ponoči. Pokazalo se je, da je produktivnost večja zjutraj in popoldan. Na splošno je produktivnost najslabša ponoči.  Vendar pa enaka stopnja produktivnosti ne pomeni vedno enake stopnje truda. Nočni delavci lahko vložijo v svoje delo več truda, a bodo manj produktivni kot  dnevni delavci.

### Nesreče pri delu
Pri delavcih,  ki delajo ponoči, pogosto pride do pomanjkanja spanja in povečane utrujenosti, kar zmanjša njihovo delovno učinkovitost, poveča pa tudi verjetnost pojavljanja napak pri delu in pojavljanja nesreč. Čeprav so raziskave na tem področju dokaj neskladne, saj nekatere poročajo o večjem številu nesreč pri nočnem delu, druge o večjem številu nesreč pri dnevnem delu, nekatere pa poročajo, da so nesreče pri nočnem delu hujše. Za pojav nesreč so pomembni še mnogi drugi dejavniki, npr. delovni sektor, delovno mesto, različni moteči dejavniki, upočasnitev delovnega tempa. Nekateri raziskovalci poročajo, da je pri nočnem delu več nesreč zaradi motenj cirkadianega ritma in fizične izčrpanosti.

### Absentizem
Nekatere raziskave kažejo, da je pogostejši pri dnevnem delu, druge pa, da je pogostejši pri nočnem delu, v nekaterih raziskavah pa se razlike niso pokazale. Nekatere raziskave poudarjajo dejavnike, ki vplivajo na pojav absentizma, npr. značilnosti delovnega mesta, podaljšan delovni čas, število prostih dni, značilnosti okolja, finančne potrebe, nagrade in individualne značilnosti posameznika (npr. starost, motivacija). Nekateri podatki kažejo, da se pri dnevnem delu absentizem pogosto pojavlja zaradi obveznosti, ki jih delavci ne morejo opraviti v drugem delu dneva, npr. obisk zobozdravnika. Delavci, ki delajo v nočni izmeni, naj bi se absentizmu izogibali zaradi solidarnosti, saj se zavedajo, da mora v primeru njihove odsotnosti nekdo drug delati v izmeni.

## VPLIV NOČNEGA DELA NA (DUŠEVNO) ZDRAVJE
Nočno delo ima lahko negativni vpliv na zdravje in na blagostanje delavcev. Strokovnjaki so se za vpliv nočnega dela na človekovo počutje začeli zanimati med obema svetovnima vojnama. 
Nočno delo ima negativen vpliv na človekovo zdravje in blagostanje delavcev na štirih področjih:
1.na biološkem področju: povzroči motnje v normalnem delovanju cirkadianega ritma
2.na področju dela: ovira delovno učinkovitost, kar lahko povzroči številčnejše napake in nesreče
3.na socialnem področju: vpliva na spoprijemanje s težavami v družinskih odnosih in drugih socialnih odnosih, negativno vpliva na zakonske odnose, na skrb za otroka in socialne stike
4.na področju zdravja: povzroča motnje spanja, psihične težave (anksioznost, depresija, kronična utrujenost) in kardiovaskuralne težave (hipertenzija, ishemična srčna obolenja).. Poveča se tudi tveganje za raka na dojki 

### Spanje
Nočne delo naprej vpliva na spanje, in sicer vpliva na dolžino spanja in na kakovost spanca. Dolžina spanja se skrajša pri nočnem delu, ker ti posamezniki spijo podnevi, vendar imajo ob tem težave. Težave pri spanju podnevi povzročajo manj ugodne okoliščine, kot so npr. prometni hrup, otroški jok, zvonjenje telefona, hišnega zvonca.
Poleg tega se pojavi tudi skrajšanje določenih faz spanja. Pri spanju podnevi, ki se pojavlja pri nočnem delu, so krajše faze globokega spanja, ki je bistveno za okrevanje od fizične utrujenosti. Skrajšajo se tudi faze REM spanja, ki je pomembna za psihično blagostanje človeka. Taki pogoji dolgoročno vodijo v stalne in resne motnje spanja, poleg tega pa povzročajo težave kot so kronična utrujenost, depresija, anksioznost. Motnje spanja so tudi dejavnik tveganja za pojav drugih psihosomatskih  bolezni (npr. kardiovaskularnih bolezni).

### Anksioznost in depresija
Nekatere raziskave kažejo, da delavci, ki delajo v nočnih izmenah, pogosteje poročajo o depresivnih in anksioznih simptomih, pri nekaterih pa se niso pokazale pomembne povezave med nočno izmeno in depresijo ter med nočnim delom in poročanjem o depresivnih in anksioznih simptomih.
Največ raziskav na temo depresije in anksioznosti je vključevalo medicinske sestre. Medicinske sestre so pri izbiranju urnika izmenskega dela zelo omejene. Opravljati morajo nočno delo, ne glede na njihove osebne preference in ne glede na njihovo toleranco do nočnega dela. Nekatere celo izbirajo nočno delo z namenom, da bi svoje delo lažje uskladile z osebnim življenjem, kljub temu da tako ogrožajo svoje zdravje in blagostanje. Raziskovalci  so izvedli longitudinalno raziskavo, v katero so vključili velik vzorec medicinskih sester. V raziskavi so sodelovale medicinske sestre, ki so opravljale samo nočno delo, medicinske sestre, ki so opravljajo izmensko delo (vključevalo je delo podnevi, večer in ponoči) in medicinske sestre, ki so opravljale izmensko delo brez nočnega  dela (vključuje delo podnevi in večer). Predpostavili so, da so medicinske sestre, ki so vključene v nočno delo, bolj nagnjene k razvoju anksioznih in depresivnih simptomov, v primerjavi z medicinskim sestrami, ki nočnega dela ne opravljajo. Rezultati so v nasprotju s preteklimi raziskavami, saj so pokazali, da se nočno delo ne povezuje s pogostejšimi depresivnimi in anksioznimi simptomi pri medicinskih sestrah. Raziskovalci so ugotovili, da medicinske sestre z depresivnimi simptomi pogosteje pustijo nočno delo, npr. ga zamenjajo z dnevnim delom, vzamejo bolniški dopust. Tako je posledično manj nočnih delavk z depresivnimi simptomi. Res pa je, da je pri nekaterih medicinskih sestrah sprememba iz nočnega dela v dnevno delo, povzročila upad depresivnih in anksioznih simptomov, kar kaže, da je pri manjšem številu medicinskih sester nočno delo vplivalo na duševno zdravje.   Ugotovitve pa kažejo, da je pri drugih poklicih nočno delo, eden izmed dejavnikov tveganja za pojav depresije.
Smrtnost
Raziskav o smrtnosti delavcev, ki delajo ponoči je zelo malo. V eni izmed raziskav so sodelovali delavci, ki delajo podnevi, v nočni  izmeni in bivši delavci, ki so delali v izmenah. Rezultati so pokazali, da nočno delo nima pomembnega vpliva na smrtnost. Vendar je pri delavcih, ki delajo v nočni izmeni in so mlajši od 60 let, pogostejša smrt zaradi srčnih obolenj.

## NEZDRAV ŽIVLJENJSKI SLOG
Na Poljskem so izvedli raziskavo z industrijskimi delavci, saj jih je zanimalo  kakšna je povezava med nočnim delom in nezdravim življenjskim slogom (npr. kajenje, zloraba alkohola, nezdrava prehrana).  V raziskavo so vključili delavce, ki niso opravljali nočnega dela oz. nočne izmene, delavce, ki trenutno opravljajo nočno izmensko delo in delavce, ki so v preteklosti opravljali nočno izmensko delo. Rezultati so pokazali, da je bilo največ kadilk in delavk s prekomerno telesno težo med delavkami, ki trenutno opravljajo nočno delo. Med trenutnimi nočnimi delavkami in bivšimi nočnimi delavkami jih je manj zlorabljalo alkohol v primerjavi z dnevnimi nočnimi delavkami. Več delavcev moškega spola s prekomerno telesno težo je bilo med delavci, ki trenutno opravljajo nočno izmensko delo, v primerjavi z delavci, ki izmenskega dela niso opravljali. Pomanjkanje rekreacije pri moških se je povezovalo z nočnim delom.

## VPLIV NA ŽENSKE IN NJIHOVO DRUŽINO
Ženske, ki opravljajo nočno delo, doživljajo veliko stresa, še posebej, če so poročene in imajo otroke. Ženske, ki delajo ponoči ter imajo družino, imajo pogosto težave z nespečnostjo in se več pritožujejo zaradi utrujenosti, v primerjavi z ženskami, ki nimajo otrok.
Lowson in Arber (2014)   sta se ukvarjali s tem, kako nočno delo doživljajo ženske in kakšen vpliv ima takšno delo na njihove družinske člane. Nestabilen delovni urnik staršev (npr. izmensko delo) ima vpliv na blagostanje otrok in poveča verjetnost doživljanja negativnih čustev pri otrocih. Nočno delo pa lahko tudi negativno vpliva na partnersko zvezo. Nočno delo ovira posameznika pri opravljanju nekaterih socialnih vlog (npr. matere čez dan spijo in tako manj časa namenijo svojim otrokom  
Izvedli sta raziskavo, v  kateri so medicinske sestre poročale, kako potekajo tri faze nočne izmene in kakšen vpliv imajo na njihove partnerje ter otroke.
Faza priprave
Pomembno je, da se delavci nekaj ur pred nočnim delom naspijo. Medicinske sestre so poročale, da v tej fazi veliko načrtujejo, saj želijo, da bi nočno delo čim manj oviralo vsakdanjik ostalih družinskih članov. Tako partnerja že tedne pred nočno izmeno načrtujeta kako bosta uskladila svoje urnike, da bosta lahko brez problemov poskrbela za svoje otroke. Medicinske sestre so, preden so odšle v nočno izmeno, opravile vsa pomembna hišna opravila, da jih ne bi bilo potrebno opraviti partnerju ali otrokom. Pred nočno izmeno so občasno anksiozne. O tem so poročali tudi njihovi možje, opazili so, da njihove žene ne marajo nočnih izmen in so pred začetkom izmene pogosto slabe volje. Medicinskim sestram pogosto povzročajo skrbi fizične obremenitve (npr. pomanjkanje spanja ponoči in težave s spanjem podnevi), ki jih nočno delo povzroča.
Faza med nočno izmeno

V tej fazi medicinske sestre poročajo, da je po navadi samo nočno delo lažje kot so pričakovale in je bila skrb v fazi priprave nepotrebna. V primerjavi z dnevnim delom je delovni tempo v nočnem delu bolj počasen. Vendar pa morajo medicinske sestre ponoči prevzeti več odgovornosti, saj je takrat manj sodelavcev v službi. Večkrat pa partnerji in otroci poročajo, da so v času, ko je bila partnerica/mati odsotna, skupaj preživeli bolj sproščujoč čas, kot ga preživijo, ko ni v službi (npr. otrok je poročal, da je oče bolj sproščen kot mama in večerov tako natančno ne strukturira). V času nočno izmene in v času okrevanja (spanje podnevi) matere ne morejo zadovoljevati potrebe svojih otrok, razen, če gre res za nekaj nujnega. Dolžina dnevnega spanja je navadno pogojena s časom, ki ga otroci preživijo v šoli, v povprečju gre za 4 ure in 45 minut spanja. Medicinske sestre pogosto poročajo, da so anksiozne zaradi dnevnega spanja, saj v tem času ne morejo biti na razpolago otrokom in ne morejo izpolnjevati svojih materinskih dolžnosti. Vendar se v tej fazi v primerjavi s prvo fazo pojavlja manj anksioznosti pri medicinskih sestrah, njihovih partnerjih in otrocih.
Faza okrevanja 

Po nočni izmeni delavke zelo malo spijo. Večina medicinskih se po dnevnem počitku loti hišnih opravil, saj želijo čim prej nadoknaditi zamujeno. Kljub temu da  partner ali otroci opravijo določena opravila, medtem ko je partnerica v službi, pogosto delavke preverijo, ali so postorili vse tako kot mora biti oz. je v skladu z njihovimi standardi. Delavke želijo opraviti čim več opravil, tako da je v skladu z njihovimi standardi, na tak način pa tudi ohranjajo svojo identiteto »dobre mame«. Matere svoje delo in dolžnosti, ki jih imajo doma doživljajo kot pomemben del njihovega življenja, zato je pomembno učinkovito upravljanje s časom, da so lahko uspešne v službi, hkrati pa poskrbijo za blagostanje svoje družine.

## INTERVENCIJA
Uporabljajo se različne intervencije, katerih namen je zmanjšati negativne vplive nočnega dela. Uporabljajo se intervencije na ravni posameznika ali na ravni skupine, npr. uporaba različnih relaksacijskih tehnik ali uporaba spalnic, kjer lahko delavci prenočijo. Naslednje intervencije, ki jih uporabljajo so tudi: sprememba delovnega urnika (npr. dolžina izmen, hitrost rotacij), kontrolirana izpostavljenost temi in svetlobi (npr. uporaba očal po opravljenem nočnem delu z namenom, da se zaščitijo pred dnevno svetlobo, izpostavljenost ustrezni svetlobi na delovnem mestu), vedenjske intervencije, spremembe življenjskega sloga (npr. prehranske spremembe, počitek med dnevom). Med vedenjskimi intervencijami se uporabljajo: eno urni počitek, fizična aktivnost, izobraževalni programi, ki olajšajo prilagajanje na nočno delo. Fizična aktivnost  izboljša kvaliteto spanja, pozitivno na spanje vpliva tudi izobraževanje o spalnih higieni.
Raziskovalci so opozorili, da večino izobraževalnih programov ne doseže pravega učinka  (povzroči spremembo vedenja) in so z namenom, da bi bili izobraževalni programi bolj učinkoviti, določili naslednja načela:
•priporočila, ki jih dajejo ti programi morajo biti relevantna in uporabna za skupino delavcev, ki so jim namenjena
•priporočila morajo biti praktična in morajo biti za delavce socialno sprejemljiva
•število priporočil mora biti omejeno, saj si bodo manj priporočil delavci bolje in lažje zapomnili
•programi morajo zvišati motivacijo delavcev
•izobraževalni programi ne morejo biti nadomestilo za izboljšanje delovnih urnikov.
Soočanje z nočnim delom olajšata tudi Supervizija in svetovanje. Zdravniška supervizija se nudi delavcem, ki opravljajo nočno ali izmensko delo. Take vrste supervizija delavcem pomaga pri odkrivanju nekaterih zdravstvenih težav. Svetovanje se nudi nočnim ali izmenskim delavcem preden začnejo z nočnim delom. Ti delavci na začetku potrebujejo vodenje, ki jim omogoča učinkovito spoprijemanje s takšnim delom. Skozi svetovanje so delavci opozorjeni, da lahko pride do določenih zapletov v procesu prilagajanja in da obstaja možnost, da bo ogroženo njihovo zdravje.